# Marko Balažic
Marko Balažic (* 31. Juli 1984) ist ein slowenischer Fußballspieler.

## Karriere

### Verein
Balažic begann seine Karriere beim NŠ Mura. Ab der Saison 2002/03 spielte er als Kooperationsspieler für den Drittligisten NK Tromejnik, für den er in zwei Spielzeiten zu 55 Einsätzen in der 3. SNL kam, aus der Tromejnik am Ende der Saison 2003/04 abstieg. Zur Saison 2004/05 rückte er in den Erstligakader von Mura. Sein Debüt in der 1. SNL gab er im April 2005, als er am 22. Spieltag jener Saison gegen den NK Primorje in der 62. Minute für Denis Žilavec eingewechselt wurde. Bis Saisonende spielte er acht Mal in der höchsten slowenischen Spielklasse. Nach der Saison 2004/05 war Mura insolvent und wurde neu gegründet, der neue ND Mura 05 trat ab der Saison 2005/06 in der 3. SNL an. Balažic blieb dem Verein dennoch treu und stieg mit Mura prompt am Ende der ersten Spielzeit 2006 in die 2. SNL auf.
Nach insgesamt 69 Zweitligaeinsätzen wechselte er zur Saison 2009/10 zum Erstligisten NK Drava Ptuj. Für Ptuj kam er zu 30 Einsätzen in der 1. SNL, aus der er mit dem Verein am Ende jener Spielzeiten als Tabellenletzter jedoch absteigen musste. Daraufhin schloss er sich zur Saison 2010/11 dem NK Nafta Lendava an. Für Lendava kam er zu 19 Erstligaeinsätzen.
Im Juli 2011 wechselte er nach Kasachstan zu Ertis Pawlodar. Nach der Saison 2011 verließ er die Kasachen wieder. Nach einem halben Jahr ohne Verein wechselte Balažic zur Saison 2012/13 nach Österreich zum fünftklassigen USV St. Anna. Für St. Anna kam er zu 51 Oberligaeinsätzen, ehe der Verein 2014 in die Landesliga aufstieg. In dieser absolvierte der Innenverteidiger 142 Spiele, ehe St. Anna 2019 auch in die Regionalliga aufstieg.

### Nationalmannschaft
Balažic absolvierte 2004 ein Spiel für die slowenische U-20-Auswahl.

## Persönliches
Sein Bruder Gregor (* 1988) ist ebenfalls Fußballspieler.